# Marc van Rossum du Chattel
Marcus Eilard (Marc) van Rossum du Chattel (Arnhem, 7 oktober 1961) is een Nederlands journalist en radiopresentator bij Radio M Utrecht, onderdeel van RTV Utrecht. 
Hij presenteert vooral programma's waarbij hij in gesprek gaat met de gewone man, zoals De Straat en Hallo, met Marc!. 
Van Rossum is van huis uit bedrijfseconoom, maar maakt al zijn hele leven radioprogramma's. Naast zijn radiowerk schrijft en fotografeert hij voor Truckstar, het vakblad voor de vrachtwagenchauffeur, en heeft hij de roman Slaags op zijn naam staan.  
Van Rossum is de zoon van dichter Reinout Vreijling.